# Bulangan Branta
Bulangan Branta is een bestuurslaag in het regentschap Pamekasan van de provincie Oost-Java, Indonesië. Bulangan Branta telt 934 inwoners (volkstelling 2010).